# Bratuchin
Bratuchin (rusky Братухин) neboli OKB-3 bylo konstrukční oddělení Moskevského leteckého institutu (MAI) zabývající se vývojem vrtulníků. Oddělení vedl ruský letecký konstruktér Ivan Pavlovič Bratuchin, který je v březnu 1940 převzal od průkopníka ruské vrtulníkové aviatiky Borise Nikolajeviče Jurjeva.
Konstrukční kancelář pod vedením I. P. Bratuchina vyvinula několik typů experimentálních helikoptér počínaje typem Omega a konče strojem B-11. Každá z nich měla stejnou koncepci - po jednom rotoru na konci křídla či nosné plochy na každé straně trupu, každý rotor byl poháněn samostatným motorem. Ivan Pavlovič Bratuchin pracoval dříve v jiném sovětském institutu CAGI, kde navrhl v roce 1938 experimentální helikoptéru CAGI 11-EA.
V roce 1951 byla konstrukční kancelář zrušena, protože nedokázala vyřešit složitý problém spojený s dynamikou rotorového systému helikoptéry B-11. Ve výběrovém řízení na první sovětský sériově vyráběný vrtulník byl upřednostněn stroj Mil Mi-1 klasické konfigurace (jeden nosný a jeden ocasní rotor) konkurenční OKB Mil.

## Jednotlivé typy vrtulníků
- Bratuchin Omega - původní experimentální stroj se dvěma 164 kW motory, zkonstruován v roce 1940.[3]
- Bratuchin Omega II [3]
- Bratuchin G-3 [3]
- Bratuchin G-4 [3]
- Bratuchin B-5 [3]
- Bratuchin B-9 [3]
- Bratuchin B-10 [3]
- Bratuchin B-11 [3] - poslední z Bratuchinových helikoptér. Vyvinuta pro výběrové řízení sovětského letectva na výrobu třímístného vrtulníku, který měl sloužit ke spojovacím a transportním účelům.[4] Postaveny 2 kusy, jeden z nich zničen při havárii 13. prosince 1948.[5]